# Ismar
Ismar  ist ein männlicher Vorname. Er findet gelegentlich auch als Familienname Verwendung.

## Herkunft und Bedeutung
Der Name kommt in folgenden Kulturkreisen vor:
- als althochdeutscher Vorname. Von Isan (Eisen) und mari (bekannt, berühmt, angesehen). Mögliche Bedeutungen sind „Schmied“, „Eisenhändler“ (vgl. die Bedeutung ähnlicher Nachnamen[1]) oder „Schwertträger“.

- als jüdische Adaption des hebräischen Namens Itamar; alttestamentlich „Sohn des Aaron“ (älterer Bruder des Mose); Leitungsfunktion beim Bau des ersten Tempels in Jerusalem. Der Vorname einiger deutscher oder deutschstämmiger Juden.

- als neomuslimischer Name in Bosnien aus Is- für Ismet (türk. für „Reinheit“ oder „Ehrlichkeit“) und -mar für Marija. Entstanden in kommunistischer Zeit.

- als Vorname in Brasilien (und anderer lateinamerikanischer Staaten sowie den USA – dort meist lateinamerikanischer oder bosnischer Herkunft).

- als (neuerer) isländischer Name aus Is- für „Eis“ und -mar „berühmt“ (altnordisch) bzw. -marr für „Meer“(altnordisch)[2]

## Namenstag
Der Namenstag wird am 14. Mai nach Iso von St. Gallen (bzw. Ismar), einem bedeutenden und angesehenen Lehrer an der Klosterschule St. Gallen (geboren um 830), gefeiert.

## Vornamensträger
- Ismar Boas (1858–1938), deutscher Gastroenterologe
- Ismar Elbogen (1874–1943), deutsch-jüdischer Gelehrter und Rabbiner
- Ismar Freund (1876–1956), Jurist und Historiker der preußischen Judenemanzipation
- Ismar Littmann (1878–1934), deutscher Rechtsanwalt und Kunstsammler
- Ismar Schorsch (* 1935), US-amerikanischer Historiker

## Familienname
- Nathan Ismar (* 1999), französischer Hochspringer